# Unihoc
UNIHOC ist ein schwedischer Hersteller von Floorball-Equipment und gehört seit der Entstehung des Sports zu dessen führenden Herstellern. Es ist zudem das erste Unternehmen, welches sich auf den Handel und Produktion von Floorball-Equipment spezialisiert hat. Die Marke UNIHOC gehört der Renew Group. Firmensitz von Renew Group und UNIHOC ist in Mölnlycke, einer Stadt im Westen der schwedischen Stadt Göteborg. Es gibt Tochtergesellschaften in Chur (Schweiz) und Greven (Deutschland).

## Geschichte

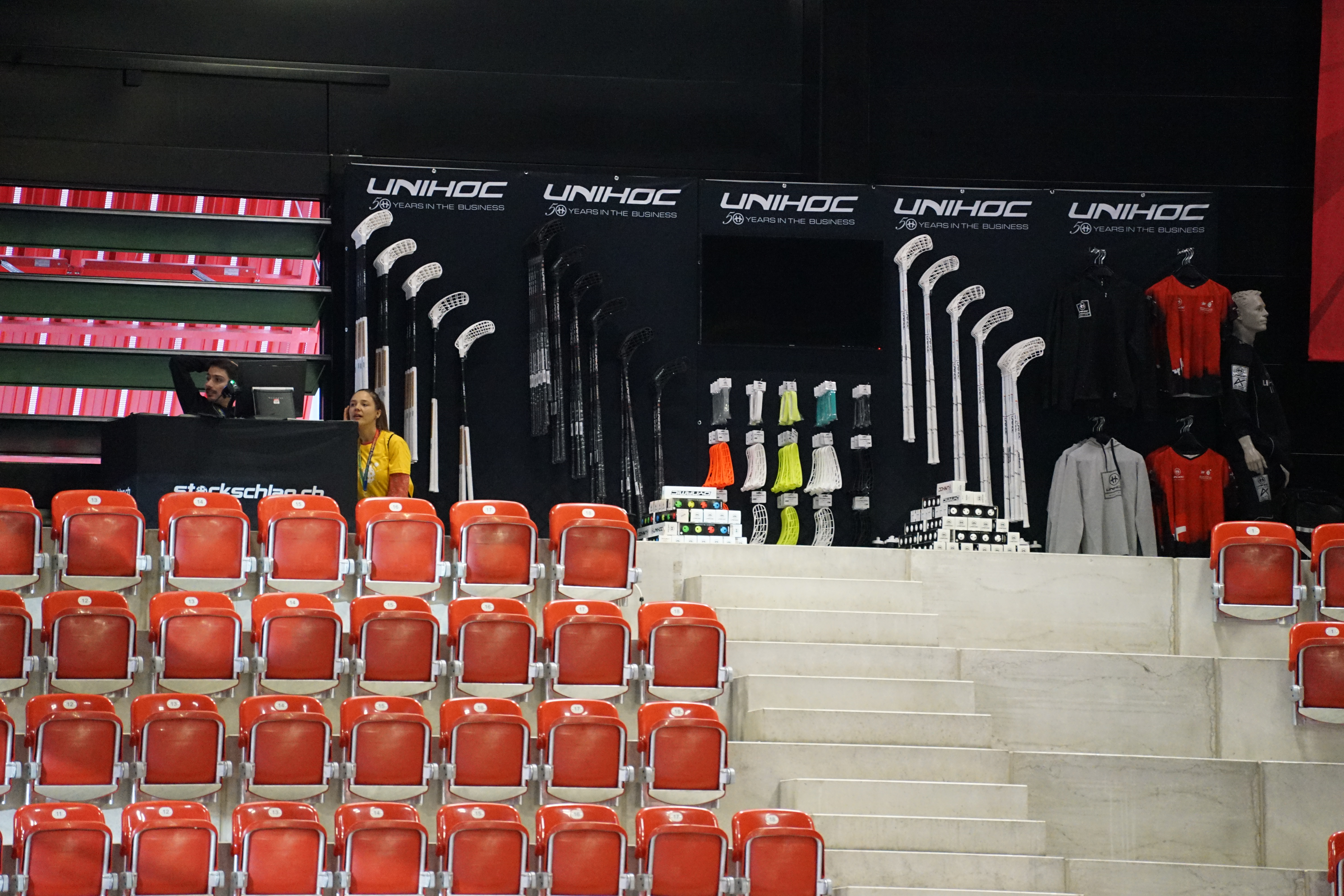
Verkaufsstand von Unihoc an der Weltmeisterschaft 2022 als offizieller Ausrüster

UNIHOC wurde 1972 vom Schweden Carl Åke Ahlqvist in Göteborg (Schweden) gestartet. Er führte Floorball in Schweden ein und importierte Plastikschläger. Mit der Zeit begann das Unternehmen eigene Schläger herzustellen.
In einer ersten Phase wurden die Schläger und Schaufel aus Plastik hergestellt. 1988 experimentierte das Unternehmen mit Kevlar und stelle im selben Jahr den ersten Schläger aus Kevlar her. Mehr als zehn Jahre wurde der erste Schläger, welcher mit Verbundwerkstoff hergestellt wurde, eingeführt. Fünf Jahre später wurde der erste thermisch geformte Schaft hergestellt.
2004 wurde die Marke von der schwedischen Renew Group übernommen. UNIHOC wurde somit im Portfolio der Renew Group zur dritten Floorballmarke neben Zone und Reactor.
Ein Jahr nach der Übernahme durch die Renew Group, wurde der gerundete «Curve» Schaft eingeführt. 2013 sicherte sich das Unternehmen den Zuschlag für den offiziellen Matchball in der SSL, der höchsten schwedischen Spielklasse im Floorball. Der schwedische Verbandsvorsteher Göran Harnesk verkündete, dass der Kontrakt mit der Muttergesellschaft von UNIHOC, der Renew Group, auf drei Jahre ausgelegt wurde. 2014 verlängerte der weltweite Floorballverband die Kooperation mit dem Hersteller von Floorball-Equipment. Somit wird der Hersteller bei allen IFF-Anlässen Material von Unihoc verwenden.
In Zusammenarbeit mit dem Werkstoffhersteller TeXtreme wurde 2015 der leichteste bis dahin von der IFF zugelassene Schläger auf den Markt gebracht.

## Produkte und Märkte

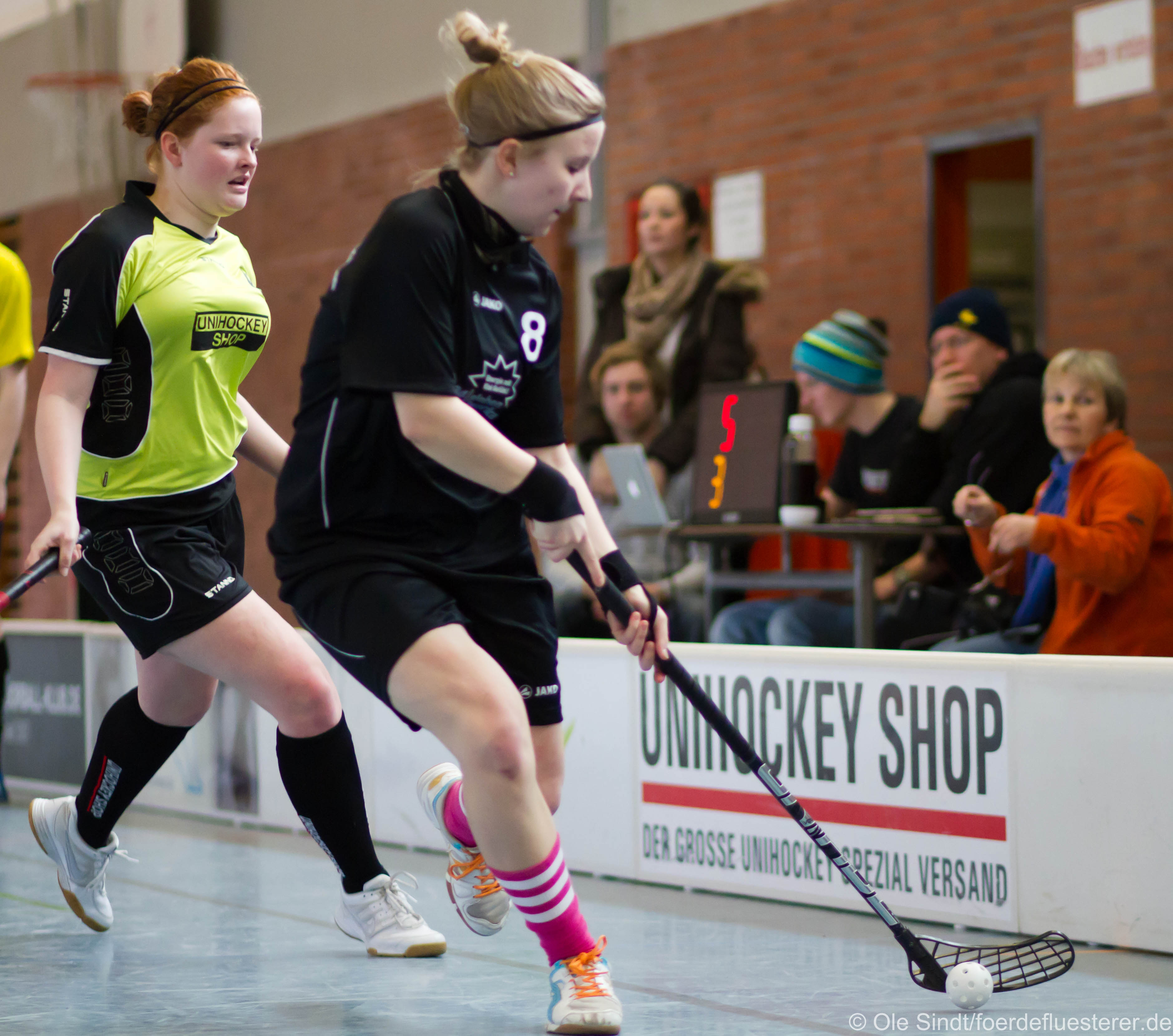
Eine Floorballspielerin mit einem Schläger der Marke UNIHOC.

Zu Beginn hat der aus Schweden stammende Hersteller sich ausschließlich mit dem Handel und der Produktion von Floorballschlägern spezialisiert. Über die Jahre hat UNIHOC das Angebot ausgeweitet und bietet neben Schlägern auch Schuhe, Torhüterausrüstungen, Blättern, Griffbänder, Brillen, Teammaterial, wie Trikots und Hosen, Schlägertaschen und Accessoires an.
Die Produkte werden in den meisten europäischen in den entsprechenden Fachmärkten erhältlich. Bislang werden 25 Länder innerhalb Europas direkt beliefert. Außerhalb Europas sind die Produkte in Australien, Kanada, China, Indien, Japan, Malaysia, Neuseeland, Singapur, Südafrika, Südkorea, den USA, dem Iran und in den Philippinen erhältlich. Weitere Länder werden durch Zwischenhändler und Importeure direkt aus Schweden beliefert.

## Sponsoring von Sportlern und Mannschaften
Das Unternehmen sponsert und ist Materialsponsor von zahlreichen Floorballspielern und -mannschaften. UNIHOC ist zudem Partner der International Floorball Federation (IFF), dem Weltverband des Floorballs.
- Mannschaften: z. B. Chur Unihockey, IBK Dalen, KAIS Mora, UH Red Lions Frauenfeld, Tatran Střešovice, Unihockey Tigers, UHC Waldkirch-St. Gallen, UHC Sparkasse Weißenfels
- Verbände: Belgien, Dänemark, Deutschland, Finnland und Schweden, IFF
- Sportler: z. B. Henrik Stenberg, Tim Wiklund, Ketil Kronberg, Daniel Johnsson, Filip Kjellsson, Adam Ahqvist, Alexander Bodén, Milan Tomasik, Anna Wijk, Robin Markström, Emelie Wibron, Therése Karlsson, Ellen Rasmussen